# Jake T. Austin

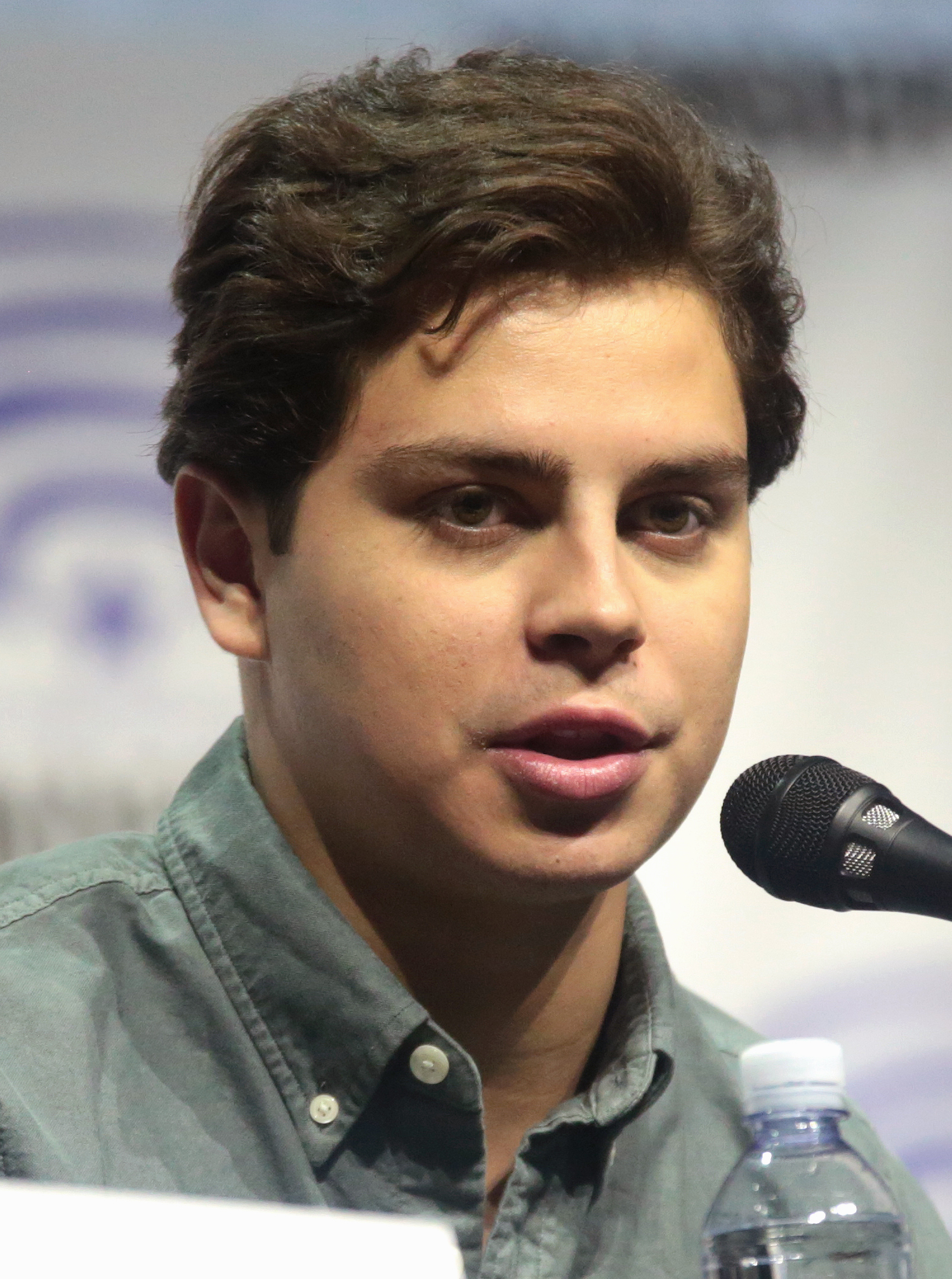
Jake T. Austin bei der WonderCon 2017

Jake T. Austin (* 3. Dezember 1994 in New York City als Jake Austin Szymanski) ist ein US-amerikanischer Schauspieler mit spanisch-polnischer Herkunft. Bekannt wurde er durch seine Rolle als Max Russo in der Fernsehserie Die Zauberer vom Waverly Place und den beiden dazugehörigen Fernsehfilmen Die Zauberer vom Waverly Place – Der Film und Die Rückkehr der Zauberer vom Waverly Place. Die deutsche Stimme leiht ihm Maximilian Belle.

## Leben
Austin wurde 1994 als Jake Austin Szymanski in New York City als Sohn von Giny Rodriquez Szymanski (geb. Toranzo) und Joe Szymanski geboren. Die Vorfahren seines Vaters stammen aus Polen, Irland und England. Die Wurzeln seiner Mutter hingegen liegen in Puerto Rico, Argentinien und Spanien. Jake T. Austin hat eine jüngere Schwester.
Austin synchronisierte die Stimme für Diego, die Hauptfigur der Serie Go, Diego, Go!, die auf Nick Jr. ausgestrahlt wird. Von 2007 bis zum Ende der Serie im Jahr 2012 spielte er die Rolle des Max Russo in der Disney-Channel-Serie Die Zauberer vom Waverly Place. Er lieh seine Stimme im Zeichentrickfilm Lucas, der Ameisenschreck, in Yankee Irving – Kleiner Held ganz groß! und Johnny Kapahala: Zurück auf Hawaii. Er spielte in The Perfect Game, Das Hundehotel und im Disney Channel Original Movie Die Zauberer vom Waverly Place – Der Film mit. Im Februar 2010 hatte er bei Zack & Cody an Bord eine Gastrolle als Max Russo. 2011 sprach er den Straßenjungen Fernando im 3D-Animationsfilm Rio, sowie eine Nebenrolle in der Episoden-Liebeskomödie Happy New Year. Im darauffolgenden Jahr übernahm er zwei Gastrollen in den Fernsehserien Drop Dead Diva und Law & Order: Special Victims Unit. 2013 nahm er seine Rolle als Max Russo im Fernsehfilm Die Rückkehr der Zauberer vom Waverly Place wieder auf. Außerdem synchronisierte er das titelgebenden Zebra im Familien-Zeichentrickfilm Khumba. Von 2013 bis 2015 verkörperte er die Rolle des Jesus Foster in der 1. und 2. Staffel der ABC-Family-Serie The Fosters.

## Filmografie (Auswahl)
- 2005–2008: Diego (Go, Diego! Go, Fernsehserie, 43 Folgen, Stimme)
- 2006: A.K.A. (Fernsehfilm)
- 2006: Lucas, der Ameisenschreck (The Ant Bully, Stimme)
- 2006: Yankee Irving – Kleiner Held ganz groß! (Everyone’s Hero, Stimme)
- 2007: Johnny Kapahala: Zurück auf Hawaii (Johnny Kapahala: Back on Board, Fernsehfilm)
- 2007–2012: Die Zauberer vom Waverly Place (Wizards of Waverly Place, Fernsehserie)
- 2009: Das Hundehotel (Hotel for Dogs)
- 2009: The Perfect Game
- 2009: Die Zauberer vom Waverly Place – Der Film (Wizards of Waverly Place: The Movie)
- 2009: Die Zauberer an Bord mit Hannah Montana (Wizards on Deck with Hannah Montana, Fernsehfilm)
- 2011: Rio (Stimme von Fernando)
- 2011: Granted;Campfire Stories 2
- 2011: Happy New Year (New Year’s Eve)
- 2012: Drop Dead Diva (Fernsehserie, Folge 4x02)
- 2012: Law & Order: Special Victims Unit (Fernsehserie, Folge 13x14)
- 2013: Die Rückkehr der Zauberer vom Waverly Place (The Wizards Return: Alex vs. Alex, Fernsehfilm)
- 2013: Khumba (Stimme von Khumba)
- 2013–2015: The Fosters (Fernsehserie)
- 2014: Rio 2 – Dschungelfieber (Rio 2, Stimme von Fernando)
- 2014: Tom Sawyer und Huckleberry Finn
- 2014: Grantham & Rose
- 2016: Justice League vs. Teen Titans (Stimme)
- 2016: Dancing with the Stars (Fernsehsendung, Staffel 23)
- 2017: Justice League Action (Fernsehserie, 2 Folgen, Stimme)
- 2017: The Valley
- 2017: Teen Titans: Der Judas-Auftrag (Teen Titans: The Judas Contract, Stimme)
- 2017: Emoji – Der Film (The Emoji Movie, Stimme)
- 2020: Adverse
- 2021: The Rise

## Auszeichnungen und Nominierungen
nominiert
- 2006: Young Artist Award – Best Performance in a Voice-Over Role – Young Actor für Go, Diego, Go!
- 2007: Imagen Foundation Award –  Best Actor – Television für Go, Diego, Go!
- 2007: Young Artist Award – Best Performance in a Voice-Over Role – Young Actor für everyone's hero
- 2008: ALMA Award –  Outstanding Male Performance in a Comedy TV Series für Die Zauberer vom Waverly Place
- 2008: Young Artist Award – Best Young Ensemble Performance in a TV Series für Die Zauberer vom Waverly Place
- 2009: Teen Choice Award –  Choice TV: Sidekick für Die Zauberer vom Waverly Place
- 2009: Young Artist Award – Best Performance in a TV Series – Leading Young Actor für Die Zauberer vom Waverly Place
- 2010: Young Artist Award – Best Performance in a Feature Film – Leading Young Actor für Das Hundehotel
- 2010: Young Artist Award  – Best Performance in a TV Series – Leading Young Actor für Die Zauberer vom Waverly Place
- 2013: Teen Choice Awards - Choice Summer TV Star: Male für The Fosters
- 2010: Emmy – Outstanding Children’s Program für Die Zauberer vom Waverly Place – Der Film